# Robert John Lechmere Guppy
Pour les articles homonymes, voir Guppy (homonymie).
Robert John Lechmere Guppy était un botaniste, un naturaliste et un explorateur britannique, né le 15 août 1836 à Londres et mort le 5 août 1916 à Trinidad.

## Biographie
En 1866, alors en mission à Trinité-et-Tobago, il fait parvenir à Albert Charles Lewis Günther (1830-1914) du British Museum des spécimens vivants d’une nouvelle espèce de poisson que Günther lui dédie : Girardinus guppyi. On découvre plus tard que cette espèce avait déjà été découverte en 1856 et nommée par Wilhelm Peters (1815-1883) en 1859 Poecilia reticulata. On l'appelle communément Guppy.
Contrairement à ce que l’on peut lire souvent, Guppy n’était pas un homme d’Église.
Il fait paraître de très nombreux travaux sur les mollusques et les fossiles des Caraïbes.